# Syntretus bulbus
Syntretus bulbus är en stekelart som beskrevs av Chen och Van Achterberg 1997. Syntretus bulbus ingår i släktet Syntretus och familjen bracksteklar. Inga underarter finns listade i Catalogue of Life.